# Ribeirão Bonito Esporte Clube
O Ribeirão Bonito Esporte Clube é um clube brasileiro de futebol da cidade de Ribeirão Bonito.
A equipe foi fundada em 1946 e disputou duas edições do campeonato paulista da terceira divisão (atual A3) , em 1961 e 1963.
Atualmente o departamento de futebol do clube participa apenas de competições de categorias de base e amadoras.

## Títulos

### Regionais
- Amador Regional da Liga Sãocarlense de Futebol: - 1959

## Participações em estaduais
- Terceira Divisão (atual A3) = 2 (duas)

- 1961 - 1963

### Amistosos do clube
- 7 de agosto de 1955 - Ribeirão Bonito 0–2 Arara Clube (veteranos)[1]

### Campeonato Municipal de Futebol de 1958
Participaram do campeonato quatro clubes: Flamengo FC, Expressinho EC, Trabiju EC e Guarapiranga FC.

### Campeonato Paulista do Interior de São Paulo de 1958 - Zona 15 – Setor 22
Participantes
- CA Bandeirantes - São Carlos
- Expresso São Carlos EC - São Carlos
- Estrela da Bela Vista EC - São Carlos
- São Bento EC - São Carlos
- Palmeiras EC - São Carlos
- Ferroviários EC - São Carlos
- Ribeirão Bonito EC - de Ribeirão Bonito

Alguns jogos
- 22 de junho de 1968 - Ribeirão Bonito 7–1 Ferroviários[3]
- 10 de agosto de 1958 - Ribeirão Bonito 3–2 Estrela da Bela Vista[4]